# Venere e Adone (Tiziano New York)
Venere e Adone è un dipinto a olio su tela (106x133 cm) realizzato nel 1560 dal pittore italiano Tiziano Vecellio.
È conservato nel Metropolitan Museum di New York.
Il giovane Adone non sembra poi così appagato dall'amore di Venere se, al primo sporgere dell'aurora, lascia la bella amante per andare a caccia con i cani. Tra poco sarà ucciso dal cinghiale e alla dea non resterà che piangerlo. Ennesima replica del soggetto di cui Tiziano lasciò varie versioni.

## Storia
È una delle numerose versioni che Tiziano dipinge per rappresentare la vicenda di Venere e Adone e il loro sfortunato amore. Ciò che interessa all'artista è la rappresentazione molto personale del mito: la caccia, metafora della vita, è pericolosa e può essere sfortunata: a nulla vale per l'uomo il rapporto col dio, anzi spesso è foriero di sciagure.
Questa interpretazione molto personale non necessariamente incontrava i gusti dell'epoca. Ecco perché Tiziano, a partire dagli anni '50 del XVI secolo lavorerà in esclusiva per Filippo II o terrà per sé i quadri che neanche l'imperatore vorrà. Questo soggetto, tuttavia, doveva aver riscosso un notevole successo se, come già avvenuto per Danae ed altre tele, Tiziano ne ricaverà un cartone e una serie di repliche più o meno fedeli all'originale, conservato nel Prado di Madrid.
Il racconto da cui prende origine il quadro è di Ovidio e racconta del giovane Adone di cui si innamora Venere: un cinghiale lo sventrerà spietatamente.

## Analisi
Le versioni del Venere e Adone possono essere divise in due tipi generali: il tipo «Prado», dalla tela conservata in quel museo, e tipo «Farnese», da una tela perduta dipinta per la famiglia Farnese. Il quadro conservato nel Metropolitan appartiene a questa seconda tipologia.
Le più importanti differenze con la versione del Prado sono
- la scena è più angusta, il paesaggio circostante meno aperto;
- è presente un arcobaleno in cielo;
- i cani al guinzaglio sono due e non tre;
- il personaggio di Adone sembra un adolescente;
- la spalla destra di Adone è coperta;
- Cupido non dorme ed è ben attento a seguire la scena;
- tecnicamente la superficie appare meno omogenea e luminosa; la pennellata è più incerta, i contorni più vaghi.

In effetti questa versione, che probabilmente risale ad una decina d'anni dopo quella del Prado, presagisce già la produzione dell'ultimo Tiziano, larghe e rapide pennellate, guizzi di luce, impressionismo ante litteram.

## Altre versioni

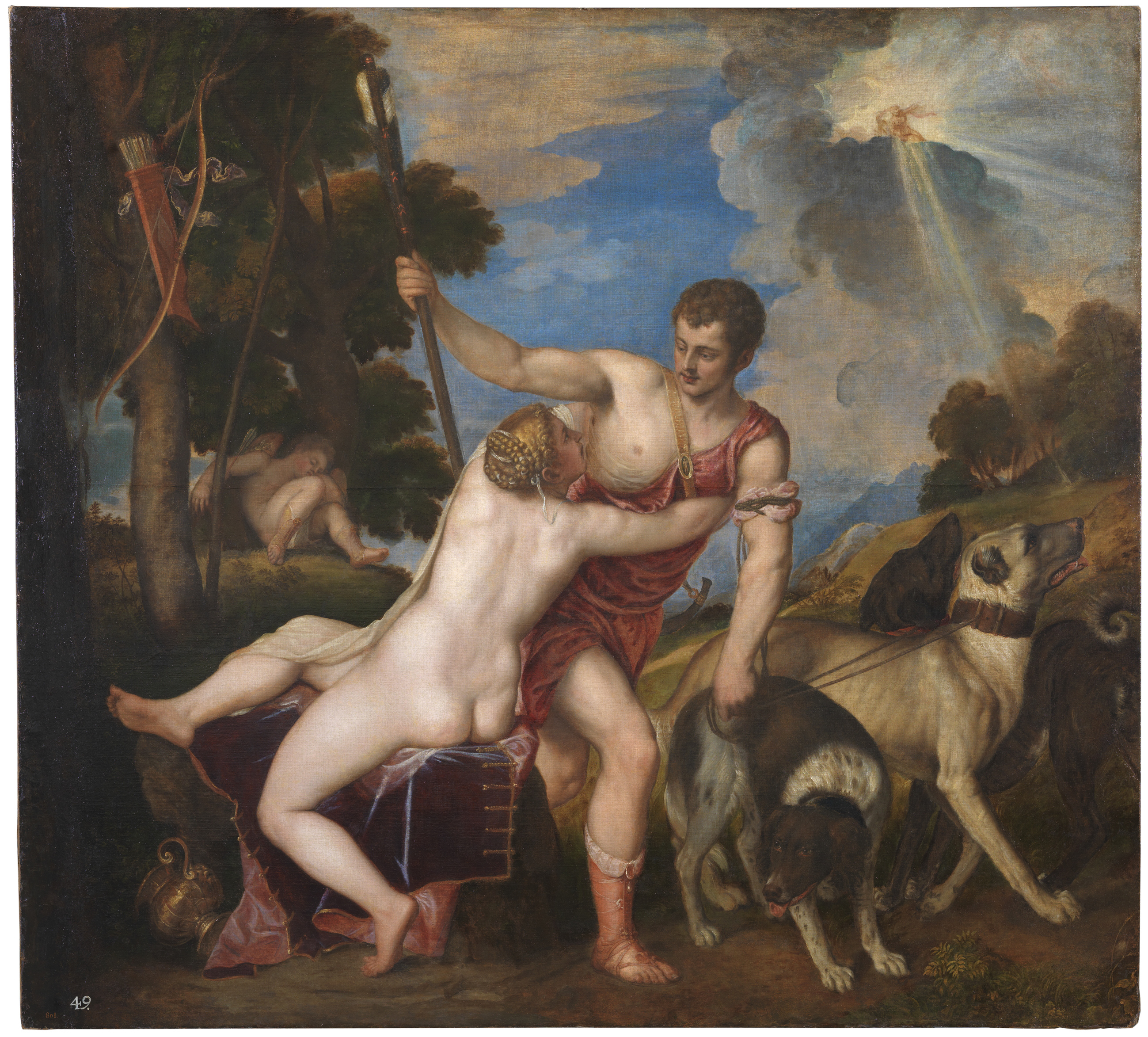
Tiziano Vecellio, Venere e Adone, 1553 ca, Madrid, Museo del Prado
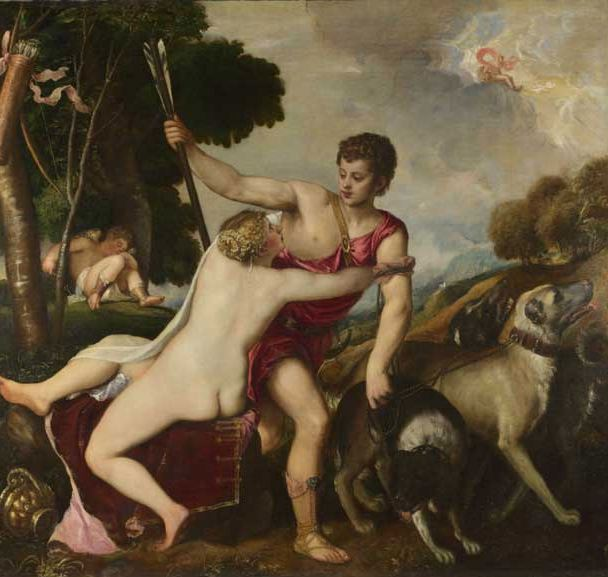
Tiziano Vecellio, Venere e Adone, 1555, Londra, National Gallery
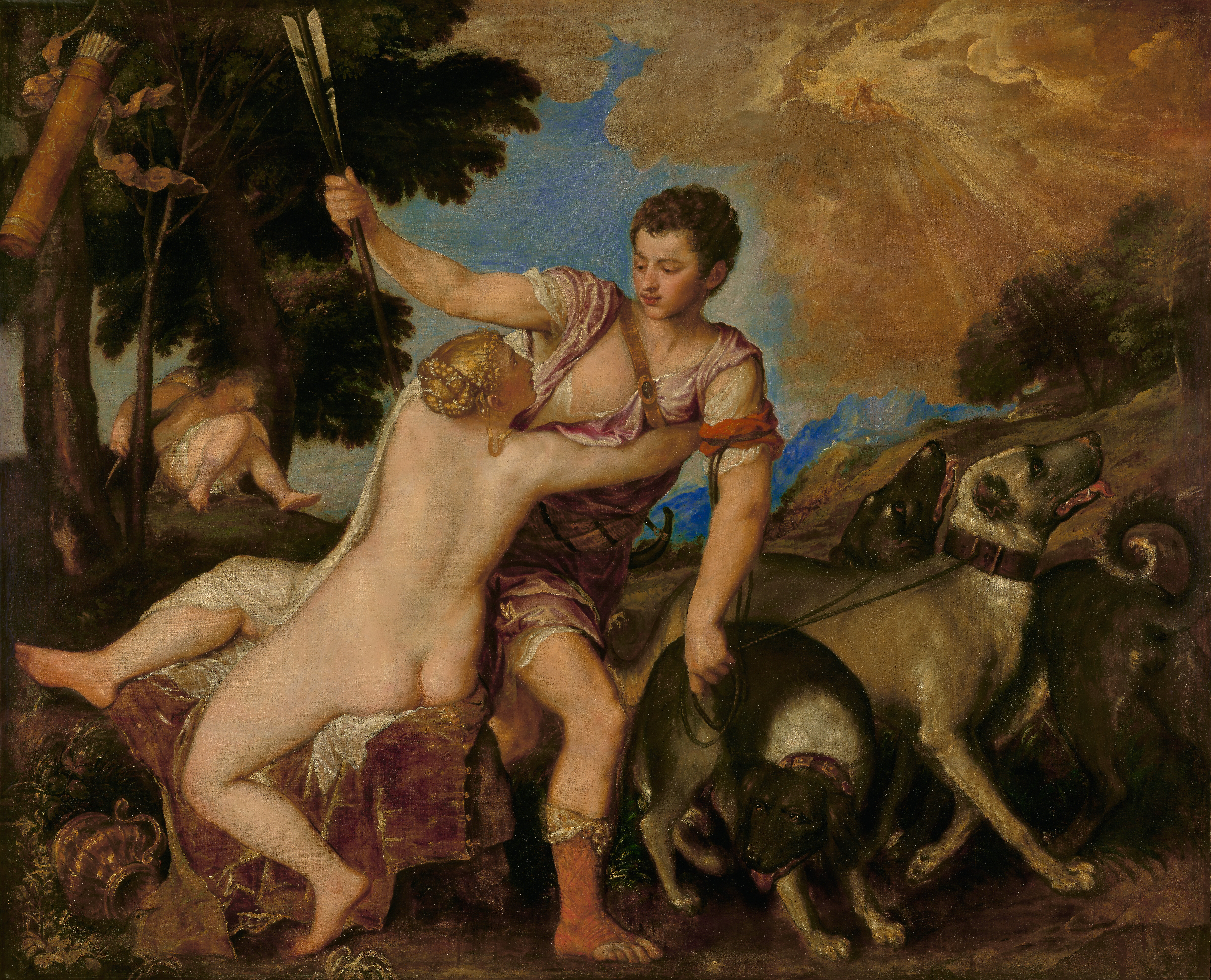
Tiziano Vecellio, Venere e Adone, 1555 - 1560, Los Angeles, Getty Museum
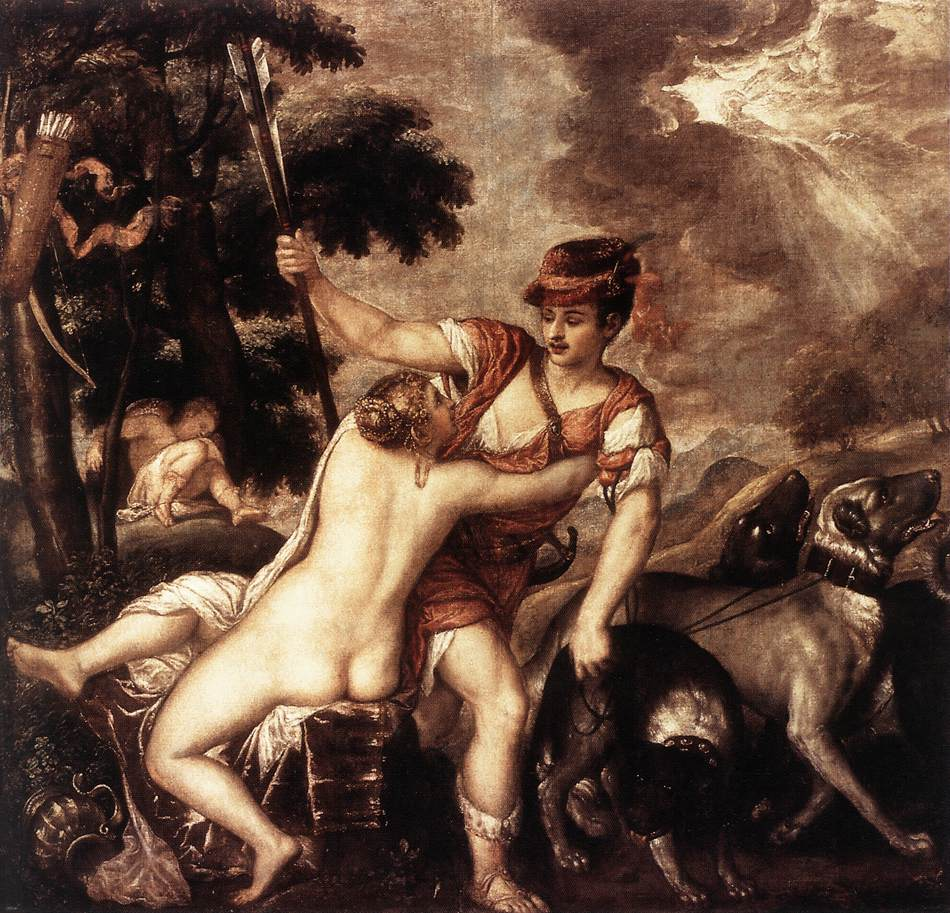
Tiziano Vecellio, Venere e Adone, 1555 ca, Roma, Galleria nazionale d'arte antica
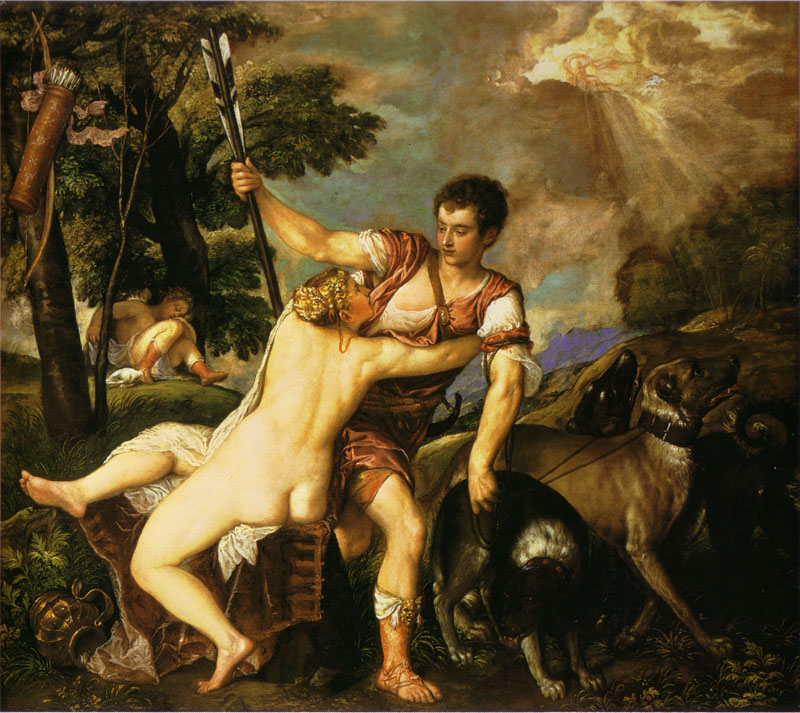
Tiziano Vecellio, Venere e Adone, 1560 ca, Collezione privata, temp. Oxford, Ashmolean Museum
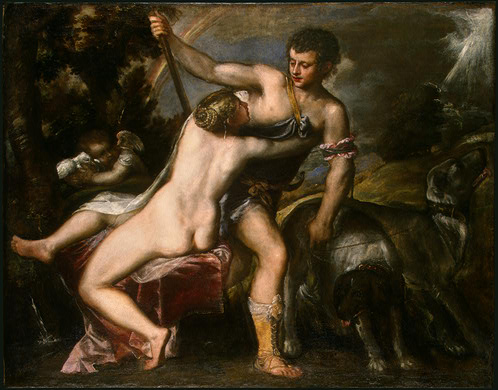
Tiziano Vecellio, Venere e Adone, 1560 ca, Washington, National Gallery of Art